# Château d'Esclimont
Lo château d'Esclimont è un castello edificato dal XVI al XIX secolo, situato nella città d'Auneau-Bleury-Saint-Symphorien, in Eure-et-Loir, nella regione Centro-Valle della Loira.

## Storia
L'attuale castello succede ad un'antica fortezza feudale, più volte trasformata nel tempo. Fu costruito a partire dal 1543 per Étienne Poncher, arcivescovo di Tours. Passò alla famiglia di Philippe Hurault de Cheverny, Custode dei Sigilli del Re Enrico III, poi Cancelliere di Re Enrico IV.
La tenuta fu acquistata da Claude de Bullion nel 1639. Suo nipote Charles-Denis de Bullion vi fece realizzare numerosi ampliamenti. Dopo che la famiglia Bullion si estinse, la tenuta passò attraverso alleanze nelle mani delle famiglie di Montmorency-Laval poi in quelle della famiglia d'Albert de Luynes.
Nel XIX secolo Sosthènes de La Rochefoucauld, duca di Doudeauville (1784-1864), ereditò la dimora e poi lo passò al figlio Sosthène II de La Rochefoucauld che eseguì numerose opere. A sua volta passò la tenuta a suo figlio, Édouard de La Rochefoucauld, duca di Bisaccia (1874-1968).
Nel 1981 Laure-Suzanne-Marie Maingard de Mailly-Nesle d'Orange, nipote ed erede di Édouard de La Rochefoucauld, vendette la tenuta a René Traversacc, presidente della catena alberghiera "Grandes Étapes Françaises".
Nel 2015 la tenuta è stata acquistata dal gruppo Tianci Hotspring, nella persona del signor Yang Changlin.

### Modifiche
Nel XVI secolo il castello che consisteva in un quadrilatero con torri rotonde agli angoli.
Agli inizi del XVIII secolo, le facciate Sud ed Ovest furono demolite e le altre vennero rielaborate secondo lo stile del periodo, compresa l'aggiunta di una costruzione anteriore sormontata da frontoni triangolari. In questa occasione, anche il parco venne ridisegnato in stile francese e vennero aggiunti anche uno stagno ed un canale grande.
Nel 1865, le facciate furono abbellite dall'architetto Henri Parent per conferire al luogo un po' del suo stile Rinascimentale, in particolare aggiungendo torri di guardia ed abbaini. Il duca di Doudeauville fece anche ridisegnare il parco dai fratelli Denis e Eugène Bühler. Nel 1919 verrà inoltre creato un nuovo parterre sui disegni di Ernest de Ganay.

## Descrizione
L'edificio è costituito da un corpo principale ad est, delimitato da torri e prospiciente l'ampio parterre, oltre che da un padiglione sormontato da sottotetto à l'impériale. Un'ala, più bassa, a Nord, è attraversata da un passaggio che dà accesso al cortile e si affaccia anche il grande ingresso padiglione risalente al XIV secolo. Il castello è circondato da un fossato d'acqua.
Dal 1981 è un castello-hotel di lusso.

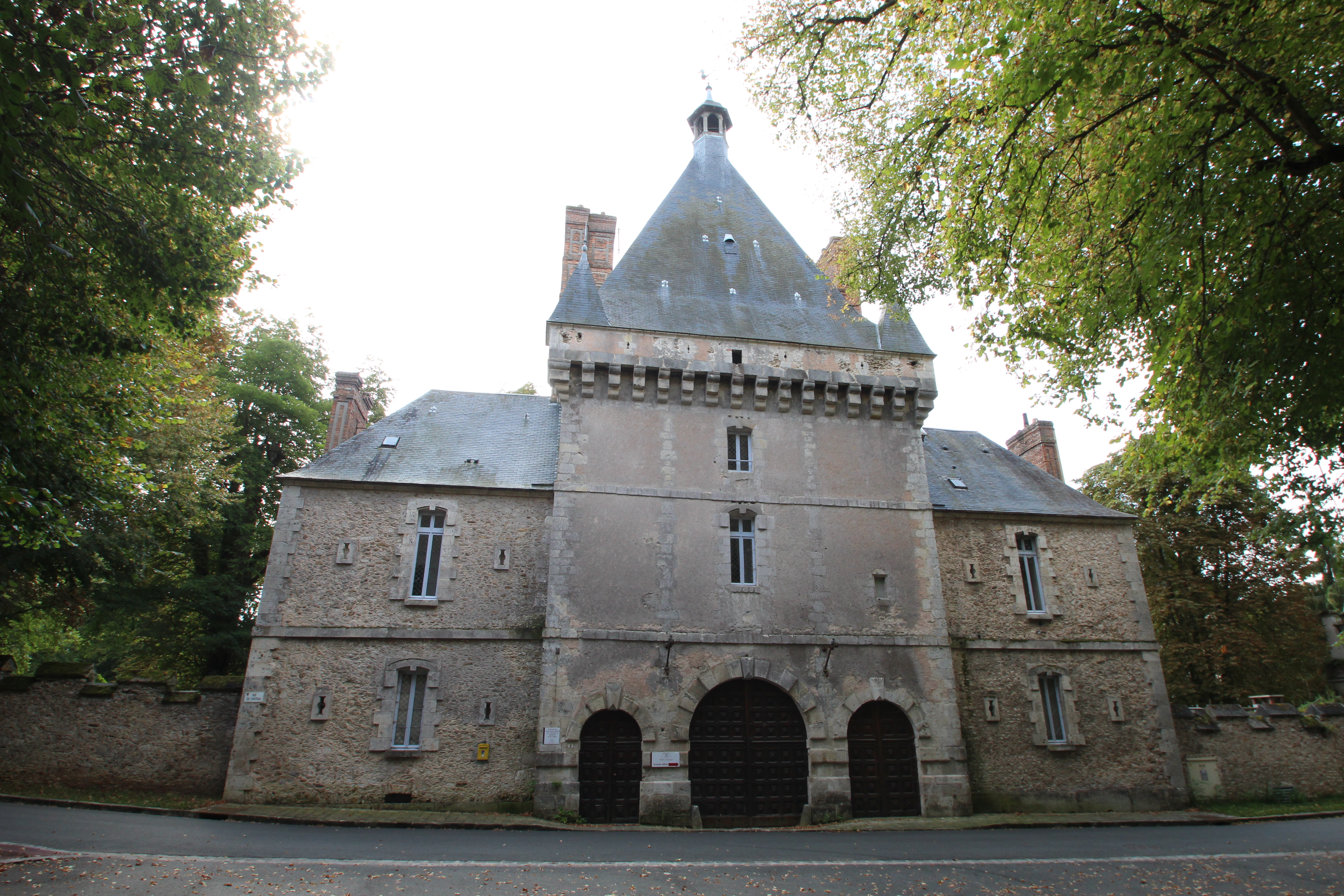
Portale d'ingresso risalente in parte al XIV secolo.
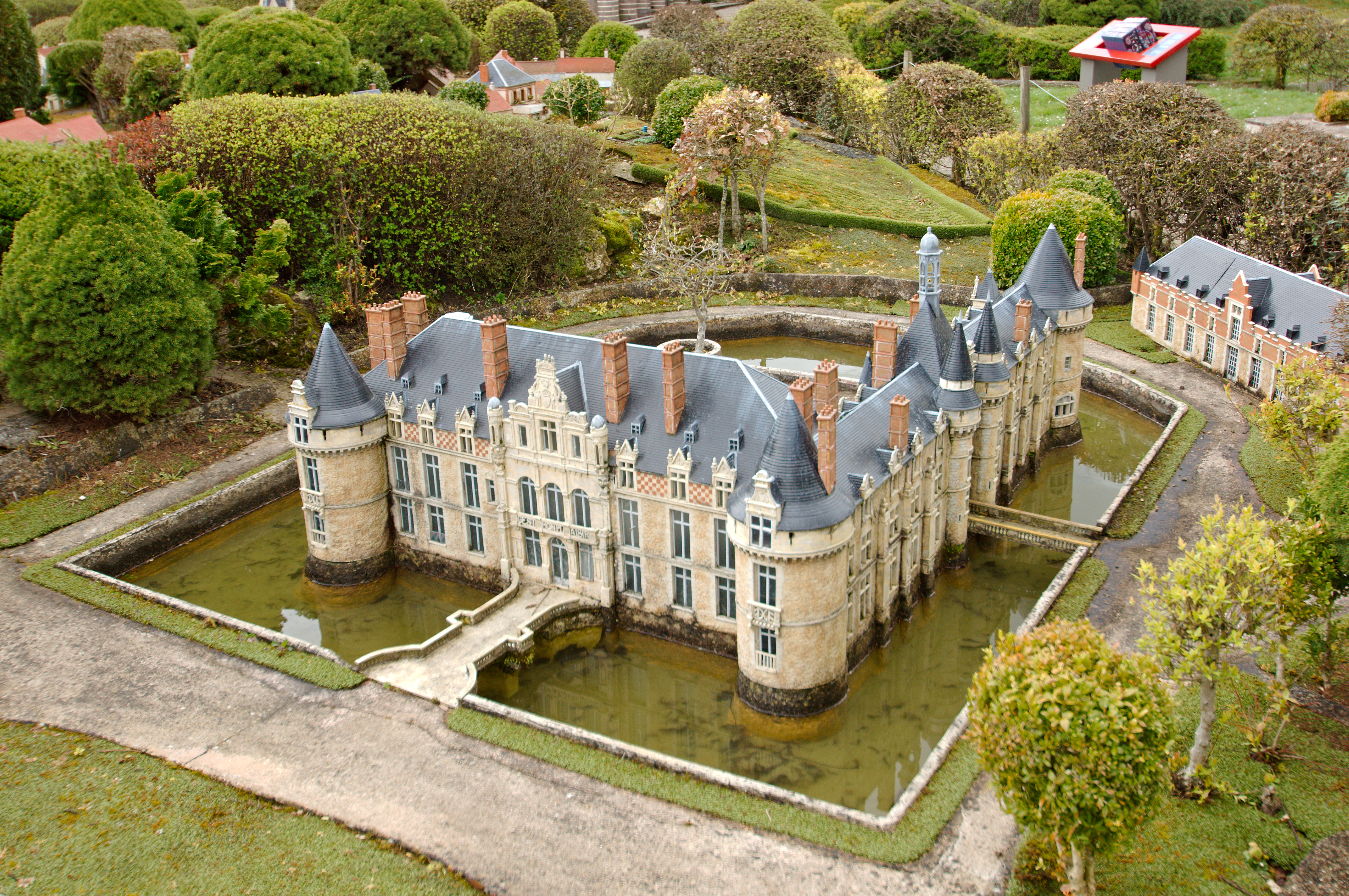
Campo da minigolf - Facciata est del castello.

## Conservazione
La tenuta è classificata come sito naturale dal 1965.

## Location cinematografica
La tenuta è stata anche utilizzata come location per le riprese di numerosi film:
- Il conte di Montecristo (Le Comte de Monte-Cristo) (1961)
- Angelica (Angélique, Marquise des Anges) (1964)
- Angelica alla corte del re (Merveilleuse Angélique) (1965)
- Mr. Klein (Monsieur Klein) (1976)
- I visitatori 2 - Ritorno al passato (Les Couloirs du temps : Les Visiteurs 2) (1998)